# 동면 (양구군)
동면(東面)은 대한민국 강원특별자치도 양구군의 면이다. 넓이는 123.62 km2이고, 인구는 2015년 6월 30일 기준으로 2,383 명, 1,308 세대이다.

## 개요
본래 양구군의 동쪽 위에 위치하였다 하여 상동면(上東面)이라 이름하였으며, 임당(林塘), 원당(元塘), 후곡(後谷), 지석(支石), 덕곡(德谷), 팔랑(八郞), 월운(月雲), 비아(比雅), 사태(沙汰)등 9개리를 관할하다가 1914년 행정구역 폐합에 따라 동면으로 개칭하였다.
그 후 1978년 7월 1일 해안면이 편입되었다가 1983년 2월 15일 다시 분리되었다. 현재 후곡리, 지석1.2리, 원당리, 덕곡1.2리, 임당1.2리, 월운리, 팔랑1.2리등 11개리를 관할하고 있다.

## 역사
- 1973년 7월 1일 : 인제군 서화면에 속해있던 해안면 지역인 현리, 오류리, 만대리, 월산리, 후리, 이현리를 편입함[2]
- 1983년 2월 15일 : 해안면 지역을 분리

## 행정 구역
| 법정리 | 한자명 | 행정리           | 비고            |
| ------ | ------ | ---------------- | --------------- |
| 덕곡리 | 德谷里 | 덕곡1리, 덕곡2리 |                 |
| 비아리 | 比雅里 | -                | 거주 인구 없음  |
| 사태리 | 沙汰里 | -                | 거주 인구 없음  |
| 원당리 | 元塘里 | 원당리           |                 |
| 월운리 | 月雲里 | 월운리           |                 |
| 임당리 | 林塘里 | 임당1리, 임당2리 | 면사무소 소재지 |
| 지석리 | 支石里 | 지석1리, 지석2리 |                 |
| 팔랑리 | 八郞里 | 팔랑1리, 팔랑2리 |                 |
| 후곡리 | 後谷里 | 후곡리           |                 |

## 교육
- 임당초등학교 (임당리)
  - 팔랑분교 (폐교) - 동면 바랑길 87 (팔랑리)
- 원당초등학교 (원당리)
- 대암중학교 (지석리)